# Josef Ladislav Šichan
Josef Ladislav Šichan (5. září 1847 Černčice u Nového Města nad Metují – 14. prosince 1918 Královské Vinohrady) byl český malíř a fotograf.

## Život
Josef Ladislav Šichan se narodil v podhorské obci Černčice v rodině bednářského mistra Josefa Šichana. Navštěvoval obecnou a následně reálnou školu v Novém Městě nad Metují. Díky nadání, vlastní píli a podpoře svého štědrého mecenáše děkana J. K. Rojka byl přijat na pražskou malířskou akademii. Zde úspěšně studoval společně s budoucími uměleckými osobnostmi, jako např. V. Brožíkem, F. Ženíškem, J. Myslbekem, M. Alšem a dalšími. Následně studoval i na malířské akademii v Mnichově a absolvoval několik studijních cest po Evropě. Svůj první malířský ateliér měl v Brně, byl vyhledáván jako osvědčený, seriózní malíř portrétista a tvůrce obrazů s náboženskou tematikou. Roku 1883 namaloval kopii významného gotického obrazu Zašovská Madona. V roce 1884 se oženil s Pavlínou Nouzovou z Rajhradu. Během svého brněnského pobytu udržoval úzké vazby z Milosrdnými bratry, z benediktiny v Rajhradě a z brněnskými augustiniány. Přátelil se z Leošem Janáčkem a byl svědkem na jeho svatbě se Zdenou Scholzovou. Na konci 19. století se Josef Šichan i s rodinou přestěhoval na Královské Vinohrady u Prahy, kde se dál věnoval jak malbě, tak průkopnické[ujasnit] portrétní fotografii. Zde také 19. prosince 1918 zemřel. Pohřben byl na Vinohradském hřbitově.
Portrétoval mimo jiné i Leoše Janáčka, Antonína Dvořáka, Jindřicha Mošnu a Karolínu Světlou. Dále ztvárnil portréty arcibiskupa Theodora Kohna, kardinála Františka Bauera a další známé osobnosti tehdejšího života.

## Galerie

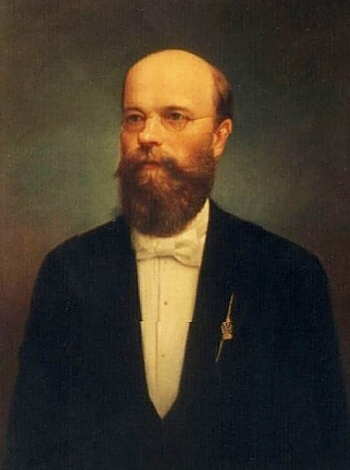
Josef Ladislav Šichan - portrét Josefa Tučka
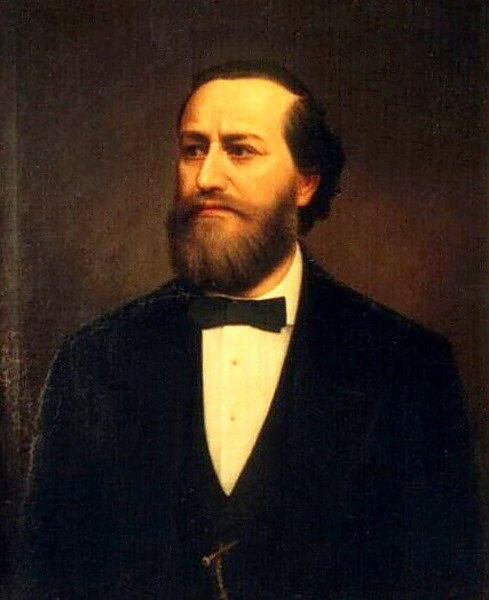
Josef Ladislav Šichan - portrét Vincence Brandla
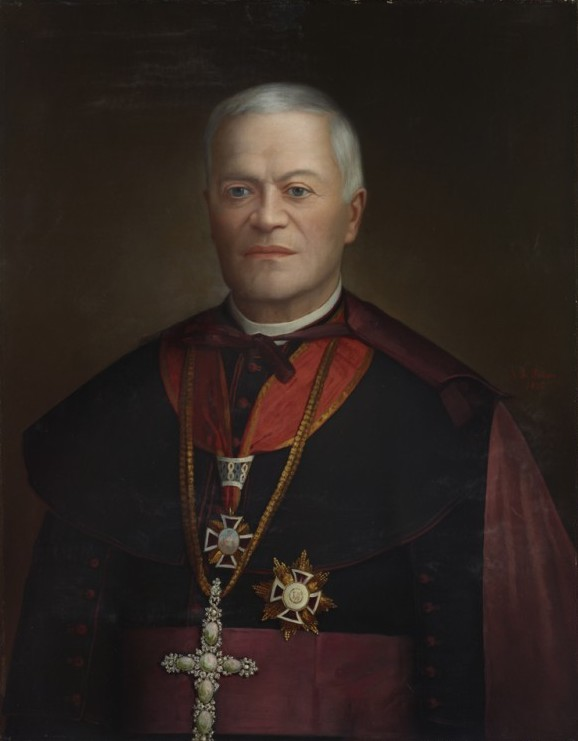
Josef Ladislav Šichan - portrét kanovníka Pöttinga (1893)
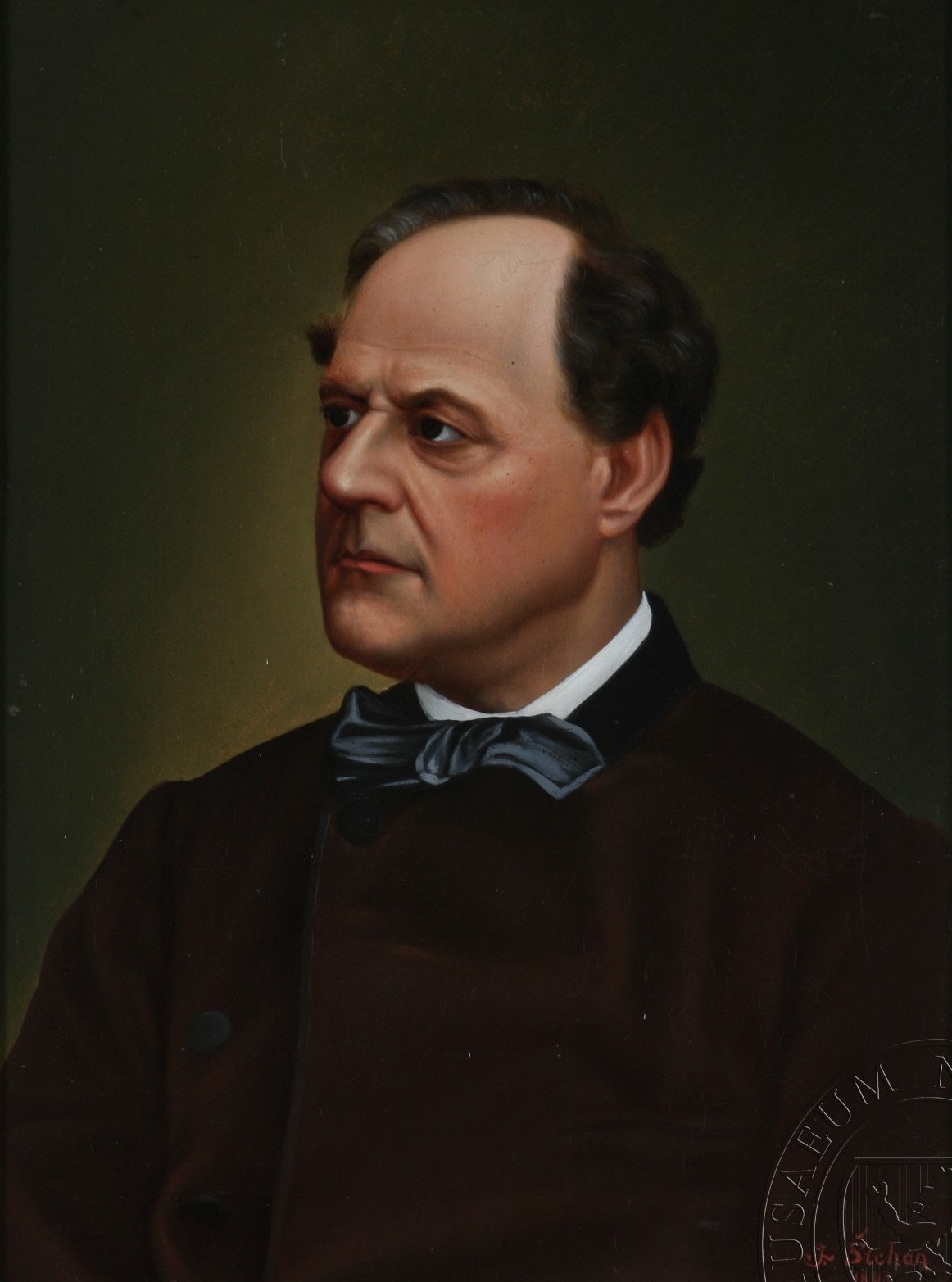
Josef Ladislav Šichan - portrét Jana Jiřího Kolára (1868)
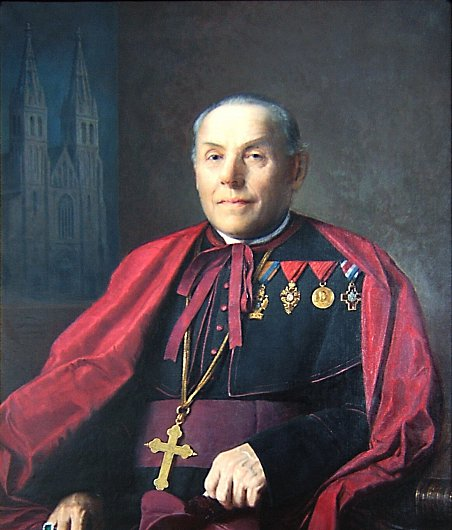
Josef Ladislav Šichan - portrét probošta vyšehradské kapituly Mikuláše Karlacha (1903)
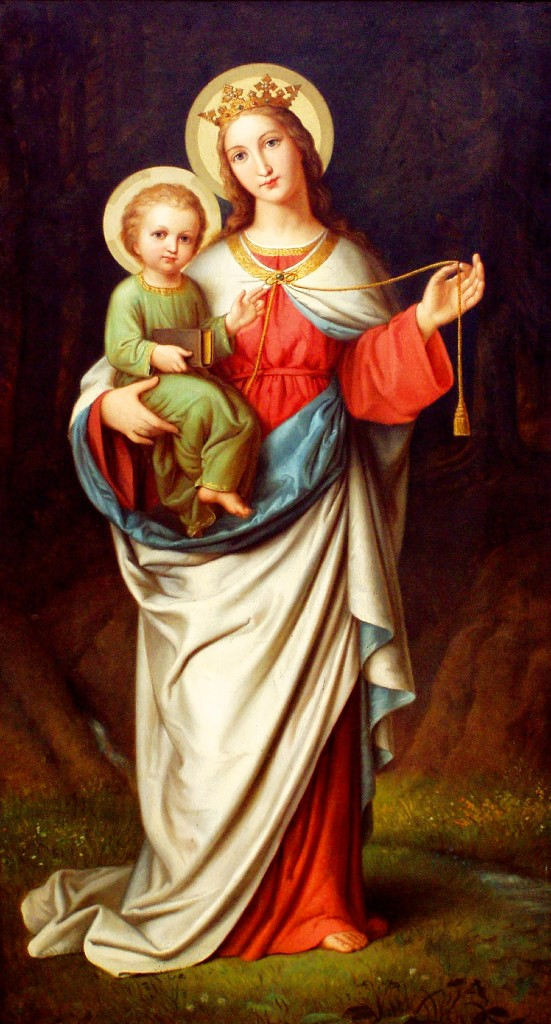
Josef Ladislav Šichan – obraz P. Marie Zašovské (1883)
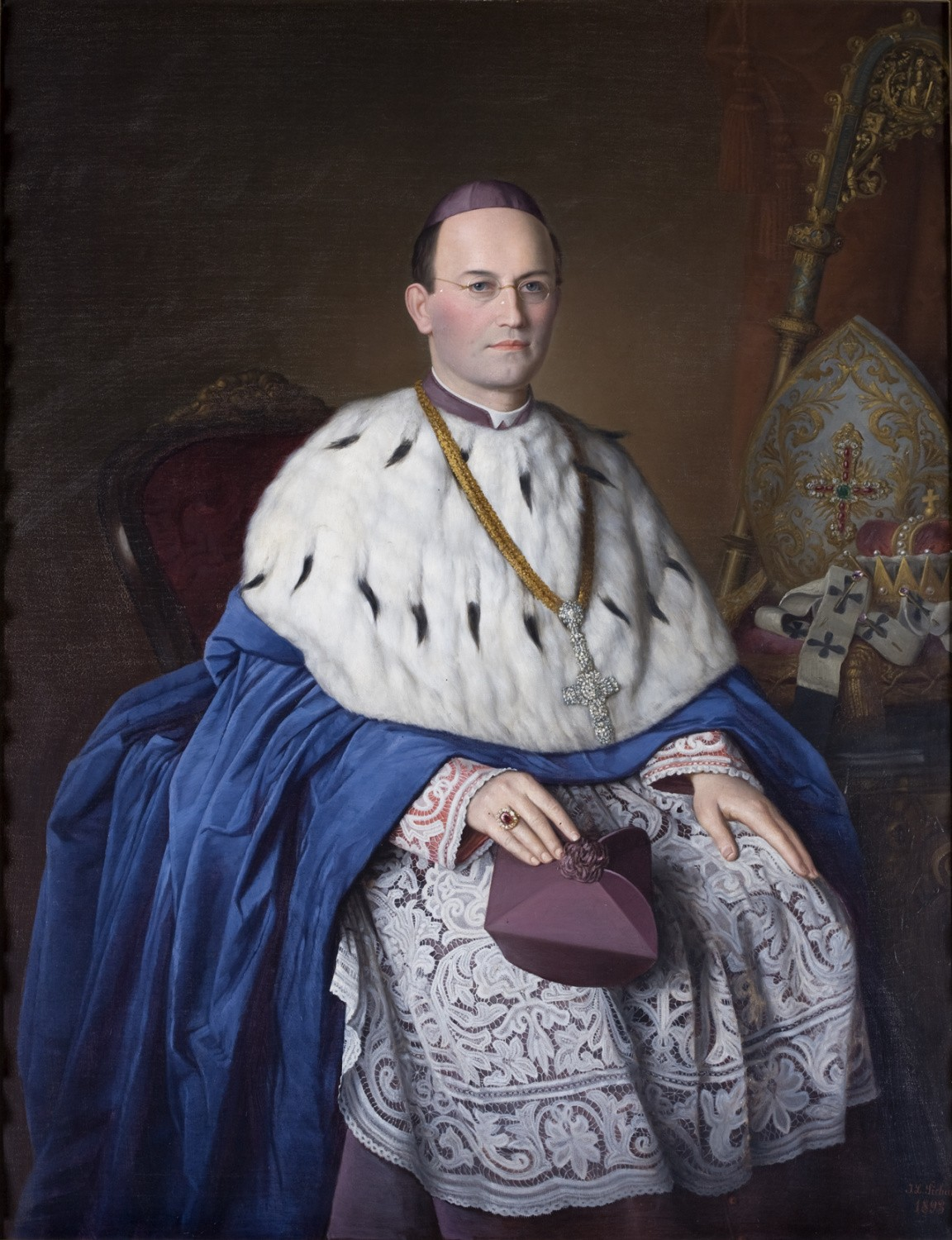
Josef Ladislav Šichan – portrét arcibiskupa Theodora Kohna (1893)
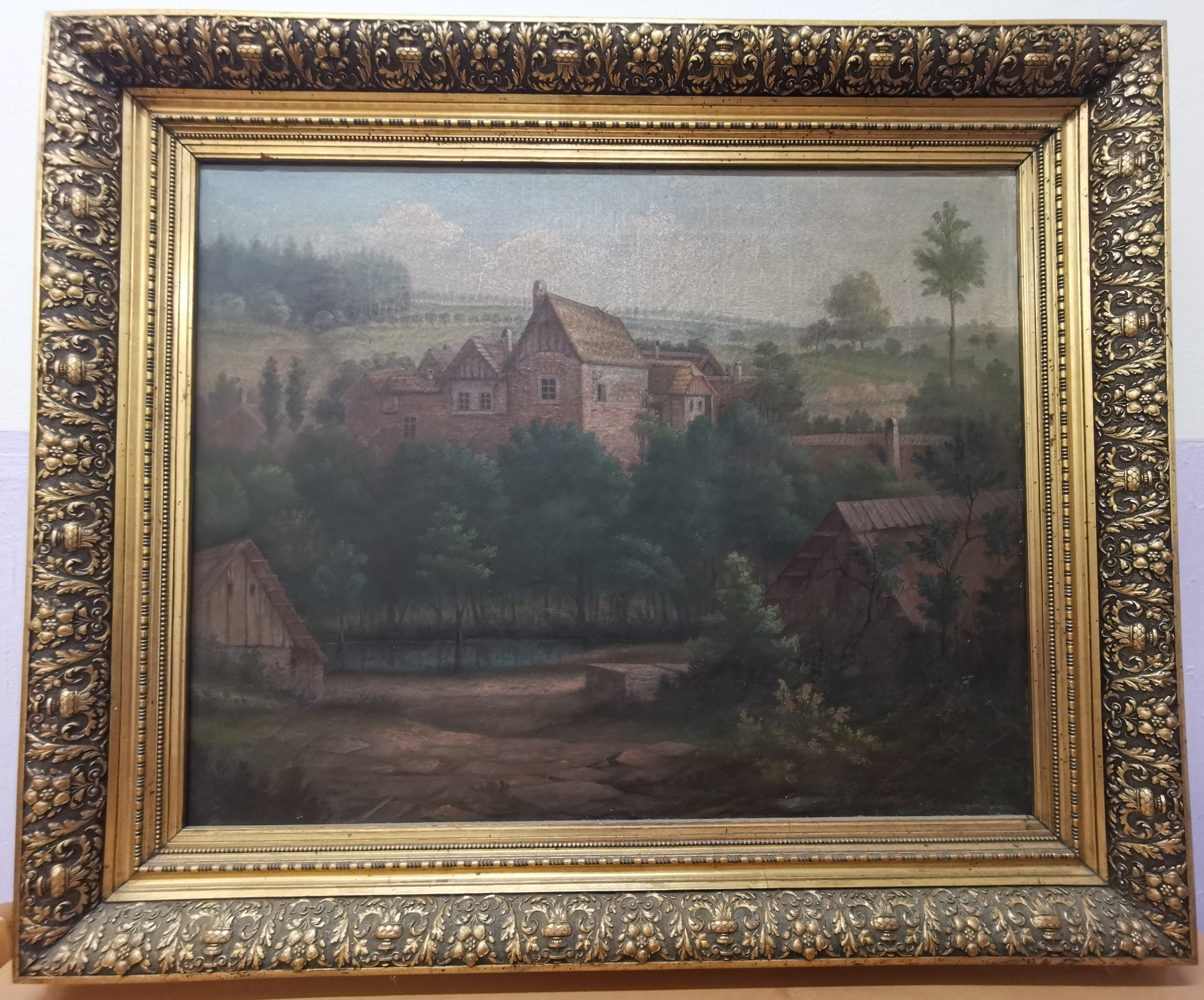
Josef Ladislav Šichan - tvrz Budín